# Moai
Moai er stenstatuer på Påskeøen. I de fleste tilfælde er statuerne monolitiske, dvs. at de er hugget ud af én enkelt stenblok, men nogle har en ekstra, særskilt stenpukau anbragt oven på hovedet. Der er pt. registreret 887 Moai, som er fordelt rundt på hele øen. De fleste moai blev hugget ud af klippen ved Rano Raraku, hvor der findes næsten 400 andre moai i forskellige stadier af fuldførelse. Stenbruddet dér ser ud til at være opgivet med ét slag, for man finder halvt udhuggede statuer, som er efterladt i klippen. Næsten alle de færdige moai blev væltet af øens indfødte beboere i den periode, der fulgte, efter at statuerne var opstillet. Som regel bliver de betegnet som "hoveder", men mange moai har skuldre, arme og kroppe, som er blevet begravet i årenes løb.

## Moais historie
Betydningen af moai er stadig uklar, og der er knyttet mange teorier til disse statuer. Den mest udbredte teori er, at statuerne blev udhugget af de polynesiske indbyggere på øen for mere end 1000 år siden. Man antager, at de kan have været billeder af afdøde forfædre eller måske af betydningsfulde, endnu levende personligheder, eller at de kan have været symboler på familiens status. De må have været meget kostbare at skabe, for alene udhugningen af hver statue kræver flere års anstrengelser, men derudover skulle de trækkes hen over øen til det endelige opstillingssted. Man ved ikke præcist, hvordan moai blev flyttet, men det har næsten sikkert krævet træslæder og måske også ruller. Man gætter på, at efterspørgslen efter træ til den hensynsløse rejsning af statuer har ført til en fuldstændig nedhugning af alle træer på øen. Det kan forklare, hvorfor stenbruddet blev opgivet så pludseligt.
En helt ny teori, frembragt i National Geographics juli 2012-nummer, påviser, at flytningen af statuerne kan være sket på en helt anden og langt mindre ressourcekrævende teknik. I korte træk går den ud på at helt ned til 12 stærke, men teknisk trænede, mænd har kunnet flytte en statue ved hjælp af to udspændte tove, som de skiftesvis har rykket i, sådan at statuen kunne "gå selv".

## Sagn om moai
Gamle sagn på øen taler om en klanhøvding, der søgte efter et nyt hjem. Stedet, han valgte, er nu kendt under navnet Påskeøen. Da han døde, blev øene delt mellem hans sønner. Når en høvding fra én af disse klaner døde, satte man en moai på hans grav. Øboerne troede, at disse statuer kunne opfange høvdingens "mana" (overnaturlige kraft). De troede, at når man beholdt høvdingens mana på øen, ville der ske gode ting: regnen ville falde og afgrøderne vokse. Dette sagn kan være en farvet udgave af den oprindelige fortælling, for den er gået fra mund til mund over en lang periode, hvor alt kan være tilføjet for at ”peppe” sagnet op og gøre det mere interessant.